# أجنحة (رواية)
أجنحة هي إحدى روايات الروائية الأمريكية دانيال ستيل (بالإنجليزية Wings) وهي من الروايات الرومنسية.

## نبذة قصيرة
تدور أحداث الرواية عن فتاة تنشأ في مزرعة تقع بالقرب من مطار صغير وتحب الطائرات منذ نعومة اظفارها ويريد والدها الذي شارك في الحرب العالمية الأولى ان يصبح ابنه طيارا لكن الفتاة تحقق هذا الأمر وتتدرب على الطيران بمساعدة صديق والدها وتحقق شهرة كبيرة تجعلها محط الانظار ووسائل الاعلام. تقرر بعد ذلك ان تحطم الارقام القياسية لإميليا ايرهارت وتصل بطموحاتها إلى اقصى الدرجات.